# Xiexiemaster
 (février 2010).
Xiexiemaster ou simplement Xiexie est un programme de jeux d'échecs chinois créé par Pascal Tang en 1998. Eugenio Castillo a rejoint l'équipe de développement de Xiexie en 1999.
Avant 2001, les logiciels d'échecs n'étaient pas nombreux et leur niveau assez médiocre. Le programme Xiexie s'est fait connaître lorsqu'il a surpris en gagnant plusieurs parties contre la délégation chinoise de maîtres et de grands Maîtres internationaux de jeux d'échecs chinois en 2001 (Lü Qin, Jin Hai Ying...) venus faire une démonstration à Paris.  Cette victoire a marqué le début de la reconnaissance des logiciels de jeux d'échecs chinois par les joueurs de haut niveau.
Depuis, la fonction d'évaluation a ensuite été améliorée par Pascal Tang.
À partir de 2005, Jih-Tung Paï a apporté le support d'une base de finales (DTC = Distance To Conversion). Grâce à Jih-Tung Paï, Xiexie a la plus grande base de finales des échecs chinois du monde (350 GB).

## Récompenses
Xiexiemaster a gagné des tournois sur internet (sur le site www.clubxianqi.com par exemple avec le pseudo patang ou sur www.movesky.net entre 2000 et 2005).
Xiexiemaster a été plusieurs fois médaillé au Computer Olympiads (Médaille d'argent en 2016).
Xiexiemaster a enfin gagné le championnat du monde d'échecs chinois sur ordinateur en 2004 à Taïnan (Taïpei).
De nos jours, il reste encore une référence dans le monde de la programmation d'échecs chinois.